# Arvid Siggesson
Arvid Siggesson, var en präst och politiker, kyrkoherde, kanik i Västerås, död tidigast 1520.
Arvid Siggesson var först skrivare hos Nils Bosson på Västerås slott och var efter dennes död 1494 där han erhöll prebenda apostolorium 19 maj 1495 som kanik i Västerås, vilket han kvarstod som fram till sin död. Därutöver innehade han flera olika pastorat inom Västerås stift i olika omgångar. 1495 blev han kyrkoherde i Västerås-Barkarö socken, 1501 var han planerad som kyrkoherde i Köping men tillträdde troligen aldrig befattningen. Däremot blev han 1502 kyrkoherde i Fellingsbro socken. 1504 blev han kyrkoherde i Mora socken.
Han deltog i partistriderna under unionstidens sista årtionden, och förde Svante Nilsson (Sture)s talan hos dalfolket. Han var först motståndare till Sten Sture den äldre, men efter brytningen mellan Svante Nilsson och kung Hans kom de att sluta sig närmare. Arvid Siggesson försökte driva på för att få till stånd en allians mellan Sverige och Norge för kunna bryta unionen med Danmark. Han var nära vän med Peder Sunnanväder. Han omtalas sista gången i livet 5 september 1520.
I Sturearkivet finns delar av hans omfattande korrespondens med Svante Sture och Sten Sture den yngre bevarad.